# 千葉秀
千葉 秀（ちば しゅう、1965年 - ）は、宮城県遠田郡美里町在住の和太鼓を始めとするマルチプロデューサーで一般社団法人流行天国工房代表理事。
20代で山本リンダ復活のプロジェクトで制作を担当し、日本におけるクラブカルチャーを牽引して来た後藤貴之らとニューワールドプロダクションを設立し、同社会社役員を務めた。その後ラーメン本を監修しラーメンブームの火付けに一役買った。その後地元宮城に戻ってDate fmで番組制作や、さとう宗幸の舞台監督を務める傍ら、和太鼓の魅力に取り憑かれ、2003年佐藤三昭と和太鼓トータルプロデュースの会社（有限会社3D-FACTORY）を設立。アーティスト制作をする傍ら仙台コミュニケーションアート専門学校（現・仙台スクールオブミュージック＆ダンス専門学校）で講師を務める。
2011年東日本大震災を宮城県美里町で経験し、その後青い鯉のぼりプロジェクト、ZERO-ONE瓦礫再生プロジェクト、雄勝中学校復興輪太鼓などを立ち上げふるさとの復興支援を行った。2014年東北で行われたGLAY EXPOの和太鼓コラボに関するプログラムで演出・制作を担当する。2015年3D-FACTORYを退社し、流行天国工房を設立。2016年東北に特化したレーベルVSR MICHINOKUの設立、若きアーティスト、クリエーターの為のバーチャルアパート「SAMURAI APARTMENT」を運営、そのアイコンとなる和太鼓・DJ・和製ボイスによる音楽ユニット「SAMURAI APARTMENT」のプロデユースを行う。2020年一般社団法人流行天国工房を設立。リズムに特化した移動方音楽教室「サムライリズムアカデミー」を開講。
音楽活動を行う傍ら、保護司もする。

## 来歴
- 1965年

宮城県迫町（現 登米市）に生まれる。
- 1970年

5歳で美里町へ転居。
- 1985年

専門学校在学中に演歌歌手1名・ロックバンド2チームのツアーローディと歌のトップテンの音響アシスタントをする。
- 1986年

フジテレビ制作部でAD（ファーストクラス）。
- 1987年

東京レコーディングスクール講師（プロデュース学科企画立案法）
- 1988年

株式会社ジャパンサウンドプロジェクト入社／企画制作部配属
ART FOUNDATION「流行天国」主宰（ホコ天からメジャーアーティストを輩出）
ビートルズシネクラブ（BCC)「復活祭」全国ツアー制作
ポール・マッカートニー来日イベント制作
- 1990年 -

株式会社ニューワールドプロダクションズ設立／常務取締役
山本リンダフィンガ−5復活を手掛ける。
コンピレーションアルバム「TOKYO HOUSE UNDERGROUND1〜2」SONY RECORDSより発売
SUB SONIC FACTORマネジメント／SONY RECORDSより発売
- 1993年 -

メディア出版入社／専務取締役
ラーメンのおいしい店100件マップ出版（NTT出版）
Jリーグヴェルディ川崎（現在東京ヴェルディ）チームソング制作／PONY CANYONより発売
Jリーグ場内イベント制作
TOKYO Collection（ファッションショー）舞台監督
- 1994年 -

ラフォーレ新潟ファッションショー／演出、舞台監督
第3回東北太鼓フェスティバル総合制作／7500人動員（宮城県スピリット大賞受賞）
三本木町政100周年記念町民ミュージカル「花の咲く頃」舞台監督
小牛田町民劇場「こんこん狐の見る夢は」舞台監督
女性ファッション雑誌「MORE」CM音楽作曲／制作
創作和太鼓駒の会定期演奏会／演出、舞台監督
創作和太鼓駒の会事務局長
宮城県和太鼓連絡協議会事務局長
- 1996年 -

タップ入社／ラジオ制作部〜企画制作部
Date fmにてラジオ番組制作
さとう宗幸コンサート／舞台監督
簡保イベント「鬼太鼓座」ツアー制作
- 2000年 -

「新世紀・みやぎ国体」開会式制作／新風の章
オノ・ヨーコラジオ特番制作（世界独占インタビュー）／大成建設ー東北のコミュニティFMでオンエアー
みちのくエキコン制作／山城祥二と共同開発
アメリカ同時多発テロ追悼コンサート（バッテリーパーク、セントラルパーク）／日本からの追悼コンサートは初
- 2002年 -2010年

有限会社3D-FACTORY設立／取締役プロデューサー
宮城県太鼓フェスティバル制作
ULTRA ZAP UNION（UZU）プロデュース（BOØWY高橋まこと参加）
打姫「花鳥風月」プロデュース（G-SHOOT JAPANでデビュー）
閃雷プロデュース／アルバム2枚発売
閃雷TV特番（[仙台放送]）／FNSドキュメンタリー大賞にノミネート
閃雷ラジオ番組（[Date fm]）「閃雷のこの橋の向こうへ」／プロデュース
美里町文化会館外部プロデューサーとしてシリーズ「至福倶楽部」を監修（全21本）
仙台市市民文化事業団主催「太鼓の花道」企画制作／全7回
仙台市市民文化事業団主催「大地の詩」演出、舞台監督／全2回
M's Japan Orchestra プロデュース
M's Japan Orchestra バリ公演（PKB2006）演出／インドネシア大統領御前演奏
M's Japan Orchestra 日本公演「大地の詩ASIA」演出／全3公演
閃雷アメリカ大学ツアー
M's Japan Orchestraみやぎ生協のこーぷ文化鑑賞会コンサート制作／演出。
ラジオ番組（Date fm）「太鼓打ちコーキのミッドナイトパルセイション」／プロデュース。
族-Yakara-プロデュース
族-Yakara-「忘年会公演〜心の掃除はもうお済みデスか?」演出。
族-Yakara-「お花見公演〜花は満開俺達全開」演出。
族-Yakara- DVD「忘年会公演〜心の掃除はもうお済みデスか?」／Vanilla Sky Heart Beat Records。
M's Japan Orchestra CD「J-BREEZE」／Vanilla Sky Heart Beat Records。
族-Yakara- CD「PULSATION」／Vanilla Sky Heart Beat Records。
M's Japan Orchestra「LIVE J-BREEZE」演出